# Níjniaia Xílovka
Níjniaia Xílovka - Нижняя Шиловка (rus) - és un poble del krai de Krasnodar, a Rússia. Es troba a la vora dreta del riu Psou, que fa de frontera amb Abkhàzia. Està a 28 km al sud-est de Sotxi i a 195 km al sud-est de Krasnodar, la capital de la regió.
Pertanyen a aquest municipi els pobles d'Aïbga, Akhxtir, Verkhnevessióloie, Vessióloie, Iermólovka i Txeréixnia.